# Lipnica (Psičina)
Lípnica je levi pritok Psičine v vzhodnih Halozah. Izvira v strmi gozdnati grapi pod vasjo Zgornje Gruškovje in teče sprva po ozki in strmi grapi proti severu. Pri Spodnjem Gruškovju se potok obrne proti vzhodu, dolina se nekoliko razpre in dolinsko dno razširi, pri Zgornjem Leskovcu pa se potok izliva v Psičino.
Zgornji del doline je strma grapa, poraščena z gozdom in brez ceste. Tudi v srednjem in spodnjem toku je dolinsko dno zaradi mokrotnosti in nevarnosti poplav neposeljeno, v njem so večinoma travniki in ponekod njive. Po spodnjem delu doline poteka lokalna cesta Zgornji Leskovec–Podlehnik.
Potok teče ves čas po naravni strugi, obdan s pasom grmovnega in drevesnega rastja. Z obeh strani se iz strmih grap v potok stekajo številni majhni vodotoki, ki imajo večino leta malo vode, ob močnih padavinah pa zelo hitro narastejo in poplavijo dolinsko dno.
Celotno porečje Lipnice je vključeno v območje Natura 2000 (Vinorodne Haloze).